# Stephan Eusemann
Stephan Eusemann (* 21. Oktober 1924 in Bergrheinfeld; † 27. Januar 2005 in Nürnberg) war ein deutscher Textilkünstler und Designer. Er war Professor für Textilkunst und Flächendesign an der Akademie der Bildenden Künste Nürnberg.

## Leben
Nach dem Kriegsdienst im Zweiten Weltkrieg machte Eusemann 1945 zunächst ein Architekturpraktikum und studierte anschließend bis 1952 an den Universitäten Erlangen, Bamberg und München. Danach setzte er seine Studien an den Kunstakademien in Stuttgart und München fort. Von 1952 bis 1960 baute er in Münchberg die neu gegründete Fachklasse für Textilgestaltung der Staatlichen Höheren Fachschule für Textilindustrie auf (später ein Nebenstandort der Fachhochschule Coburg, seit 2000 Teil der Fachhochschule Hof, heute Fachbereich Textiltechnik und -gestaltung der Hochschule Hof) und übernahm deren Leitung. 1960 erhielt Eusemann eine ordentliche Professur für Textilkunst an der Akademie der bildenden Künste in Nürnberg. Nachfolger von Eusemann auf diesem Lehrstuhl war ab 1990 Hanns Herpich.
Eusemann war zudem Präsident der International Association of Colour Consultants (IACC), Mitglied im DIN-Fachnormenausschuss Farbe (FNF/DIN) sowie Mitglied im Vorstand des Deutschen Farbenzentrums in Berlin.

## Werk
In den 1950er und 1960er Jahren entwarf Eusemann für die Porzellanfabrik Arzberg Dekore (beispielsweise für die Form 2025 das Dekor 3040 „Kolorit“, ein mehrfarbiges Punkt- und Liniendekor) sowie Porzellanvasen. Einige Entwürfe für  Hutschenreuther wurden mit einem iF Product Design Award ausgezeichnet.
Im Bereich der Textilkunst befasste sich Eusemann neben der freien Textilkunst auch mit industriellem Systemdesign. Mitte der 1970er Jahre entwarf er beispielsweise geometrische, endlos replizierbare Muster und Oberflächentexturen für „Fliesen“ (englisch: Tiles) zur dekorativen Verwendung in Innenräumen auf Textil, Kunststein (Resin), PVC, Keramik oder anderen Materialien. Sie wurden von der Dynamit Nobel AG international patentiert. Von Eusemann entworfene textile Raumausstattungen finden sich beispielsweise im Bayerischen Kultusministerium in München, in der Universitätskirche Erlangen, der Universität Regensburg, der Deutschen Bank in Nürnberg oder im Landratsamt Weißenburg. Für einen Hersteller von Lamellen-Vorhängen zum Sonnenschutz an Fenstern (Fa. Karl H. Blöcker, Bremen) designte er vor 1980 mindestens eine Kollektion.
Ein weiterer Schwerpunkt Eusemanns war Farbtheorie und ihre praktische Anwendung in der Architektur und Innenraumgestaltung, insbesondere in der Wandgestaltung. In den 1970er Jahren entwickelte und publizierte er das Farbsystem EuColor 840, das in modifizierter Form als ispo EuColor von dem Fassadenfarben-Produzenten ispo GmbH aus Kriftel (einem Tochterunternehmen der Dyckerhoff AG, 2002 von der Sto AG übernommen), patentiert und als praktische Anleitung zur Farbanwendung bei Innenwänden und Fassaden im Malerhandwerk eingeführt wurde.
Eusemanns Werke wurden auf mehreren internationalen Ausstellungen gezeigt.

## Schüler
Zu Eusemanns Schülern an der Akademie der Bildenden Künste Nürnberg gehörten unter anderem: Waldemar Bachmeier (1980–1987, Meisterschüler), Volker Berner, Dorothee Bögner (1962–1968), Birgit Bossert (1975–1981, Meisterschülerin), Joachim Dorn (1981–1987; 1986 Meisterschüler), Bernhard Feustel (1961–1964), Sabine Fockner (1985–1991), Marie-Luise Frey (1982–1988), Roland Fürstenhöfer (1968–1972), Maria Gruber (1978–1984, 1983 Meisterschülerin), Geli Haberbosch (1989–1995), Maria Hößle-Stix (1983–1989; Meisterschülerin), Gisela Hoffmann (1987–1992), Ursula Hofmann (1976–1981, 1982 Meisterschülerin), Renate Kroh, Lutz Kaiser (1989–1994), Ilse Kersten (1978–1985), Ruth Loibl (1980–1984), Margarete Mandl-Bill (1970–1975), Werner Matschke, Freia Prowe (1959–1962), Ranil Ranasinghe (1973–1979, Meisterschüler; 1982–1987 Assistent Eusemanns), Walter Ritz, Christine Sabel (1986–1992), Christine Scheuerer-Grötsch (Meisterschülerin), Heidrun Schimmel (1960–1962), Claudia Schöner (1987–1992), Annette Voigt (1980–1986) und Bettina Zwirner (1984–1990).

## Veröffentlichungen
- Zusammen mit Ludwig Alwens Herausgeber: Leistung durch Nachwuchs. 100 Jahre Staatliche Höhere Fachschule für Textilindustrie Münchberg. Staatliche Höhere Fachschule für Textilindustrie, Münchberg 1954.
- Bausteine für ein Denkmodell progressiver Kunsterziehung. In: Landesverband Bayern im Bund Deutscher Kunsterzieher (Hrsg.): Landestagung 68 der bayerischen Kunsterzieher in Nürnberg, Nürnberg 1968, S. 25–26.
- Systematik des Farbdesign: Lehre und Praxis. In: Maltechnik, Restauro, 1972, S. 212–214.
- Farbklänge im Innenausbau. Universitätsdruckerei Stürtz, Würzburg 1975. ISBN 3-8003-0092-3.
- Stiegelmeyer bekennt Farbe: Mensch. Farbe. Genesung. Eine Studie (hrsg. im Auftrag der Joh. Stiegelmeyer & Co. GmbH, Herford), Kunst- und Werbedruck, Bad Oeynhausen 1976.
- Vorrichtung zur Bestimmung harmonischer Farbkombinationen. Patentschrift DE 3033797 C2, Anmeldetag 9. September 1980.
- Textilkunst heute: bildnerische Mittel und Methoden. In: Kunstspiegel, 3/1981, S. 44–52.
- Beitrag in: Computer-Design in der Textilindustrie (Symposium, Mainz, 7. bis 8. September 1971). In: Tagungsbericht Gesamttextil, Frankfurt am Main, 1972.
- Beiträge in: Hans Wichmann: Von Morris bis Memphis: Textilien der Neuen Sammlung Ende 19. bis Ende 20. Jahrhundert. Sammlungskataloge der Neuen Sammlung, Band 3. Basel: Birkhäuser, 1990, ISBN 3-7643-2313-2. (S. 234, 236, 237, 238, 244, 245, 246, 250, 256, 259).